# Краснопещерное
Краснопеще́рное (до 1948 года Кызы́л-Коба́; укр. Краснопечерне, крымскотат. Qızıl Qoba, Къызыл Къоба) — исчезнувшее село в Симферопольском районе Крыма, располагавшееся на юго-востоке района, в небольшой долине (скорее, ущелье) реки Кызылкобинка, правого притока Салгира, у южного подножия Долгоруковской яйлы.

## История
Кизил-Коба — старинное крымское село, многолюдное в древности, как все горные сёла. Место, обжитое с IX—VIII веков до н.э, один из центров Кизил-Кобинской культуры. В известных источниках времён Крымского ханства впервые название деревни, как Кызыл-Кобе, встречается в джизйе дефтера Лива-и Кефе (Османских налоговых ведомостях) 1652 года, в которых в селении записаны двое христиан, подданных султана: Параскеве Истерион и Афендике Тохтемир из Алушты.
Судя по Камеральному Описанию Крыма… 1784 года, в последний период ханства Кызыл коба входила в Салгирский кадылык Акмечетского каймаканства. После присоединения Крыма к России (8) 19 апреля 1783 года, (8) 19 февраля 1784 года, именным указом Екатерины II сенату, на территории бывшего Крымского Ханства была образована Таврическая область и деревня была приписана к Симферопольскому уезду. После Павловских реформ, с 1796 по 1802 год, входила в Акмечетский уезд Новороссийской губернии. По новому административному делению, после создания 8 (20) октября 1802 года Таврической губернии, Кизил-Коба была включена в состав Аргинскои волости Симферопольского уезда.
По Ведомости о всех селениях в Симферопольском уезде состоящих с показанием в которой волости сколько числом дворов и душ… от 9 октября 1805 года, в деревне Кизиль-коба числился 31 двор, 206 крымских татар и 6 цыган. На военно-топографической карте генерал-майора Мухина 1817 года Кизил коба обозначена с 80 дворами. После реформы волостного деления 1829 года Кизиль-кобу, согласно «Ведомости о казённых волостях Таврической губернии 1829 года», передали из Адаргинской волости в состав Эскиординской. На карте 1836 года в деревне 54 двора, как и на карте 1842 года
В 1860-х годах, после земской реформы Александра II, деревню приписали к Зуйской волости. В «Списке населённых мест Таврической губернии по сведениям 1864 года», составленном по результатам VIII ревизии 1864 года, Кизил-Коба — казённая татарская деревня с 15 дворами, 70 жителями и 2 мечетями при источникѣ Кизилъ-Коба. По обследованиям профессора А. Н. Козловского начала 1860-х годов, жители селения «пользовались водой реки Салгира и его притоков». На трёхверстовой карте 1865—1876 года в деревне Кызыл-Коба 28 дворов. В «Памятной книге Таврической губернии 1889 года» по результатам Х ревизии 1887 года записана Кизиль-Коба с 33 дворами и 222 жителями.
После земской реформы 1890-х годов, Кизил-Кобу отнесли к Подгородне-Петровской волости. По «…Памятной книжке Таврической губернии на 1892 год» в деревне Кизиль-Коба, входившей Чавкинское сельское общество, числилось 210 жителей в 48 домохозяйствах. По «…Памятной книжке Таврической губернии на 1902 год» в деревне Кизил-Коба, входившей в Чавкинское сельское общество, числился 221 житель в 25 домохозяйствах. По Статистическому справочнику Таврической губернии. Ч.II-я. Статистический очерк, выпуск шестой Симферопольский уезд, 1915 год, в деревне Кизиль-Коба Подгородне-Петровской волости Симферопольского уезда числилось 30 дворов с татарским населением без приписных жителей, но со 160 — «посторонними», из которых 90 мужчин и 70 женщин. Жители землёй не владели, в хозяйствах имелось 50 лошадей, 20 коров и 150 голов мелкого скота.
После установления в Крыму Советской власти, по постановлению Крымревкома от 8 января 1921 года была упразднена волостная система и село включили в состав вновь созданного Подгородне-Петровского района Симферопольского уезда, а в 1922 году уезды получили название округов. 11 октября 1923 года, согласно постановлению ВЦИК, в административное деление Крымской АССР были внесены изменения, в результате которых был ликвидирован Подгородне-Петровский район и образован Симферопольский и село включили в его состав. Согласно Списку населённых пунктов Крымской АССР по Всесоюзной переписи 17 декабря 1926 года, в селе Кизил-Коба, Шумхайского сельсовета Симферопольского района, числился 41 двор, из них 40 крестьянских, население составляло 177 человек, из них 141 татарин, 23 русских, 6 украинцев, 3 грека, 2 немца, 2 записаны в графе «прочие», действовала татарская школа. По данным всесоюзной переписи населения 1939 года в селе проживало 244 человека. В период оккупации Крыма, 9 и 10 декабря 1943 года, в ходе операций «7-го отдела главнокомандования» 17 армии вермахта против партизанских формирований, была проведена операция по заготовке продуктов с массированным применением военной силы, в результате которой село Кызыл-Коба было сожжено и все жители вывезены в Дулаг 241.
В 1944 году, после освобождения Крыма от фашистов, согласно Постановлению ГКО № 5859 от 11 мая 1944 года, 18 мая крымские татары были депортированы в Среднюю Азию. 12 августа 1944 года было принято постановление № ГОКО-6372с «О переселении колхозников в районы Крыма» и в сентябре 1944 года в район приехали первые новосёлы (214 семей) из Винницкой области, а в начале 1950-х годов последовала вторая волна переселенцев из различных областей Украины. С 25 июня 1946 года Кизил-Коба в составе Крымской области РСФСР. Указом Президиума Верховного Совета РСФСР от 18 мая 1948 года, Кызыл-Кобу переименовали в Краснопещерное. В том же году, по решению исполкома, были укрупнены сельсоветы, в том числе Перевальненский — Краснопещерное включили в состав Заречненского. 26 апреля 1954 года Крымская область была передана из состава РСФСР в состав УССР. Время включения в состав Добровского сельсовета пока не установлено: на 15 июня 1960 года село уже числилось в его составе.
Указом Президиума Верховного Совета УССР «Об укрупнении сельских районов Крымской области», от 30 декабря 1962 года Симферопольский район был упразднён и село присоединили к Бахчисарайскому. 1 января 1965 года, указом Президиума ВС УССР «О внесении изменений в административное районирование УССР — по Крымской области», вновь включили в состав Симферопольского. Ликвидировано в период с 1968 по 1977 год.

## Динамика численности населения
| - 1805 год — 212 чел. - 1864 год — 70 чел. - 1889 год — 222 чел. - 1892 год — 210 чел. | - 1900 год — 221 чел. - 1915 год — 0/160 чел. - 1926 год — 177 чел. - 1939 год — 244 чел. |